# Stonesby
Stonesby – wieś w Anglii, w hrabstwie Leicestershire, w dystrykcie Melton. Leży 32 km na północny wschód od miasta Leicester i 152 km na północ od Londynu.